# 231 f.Kr.

## Händelser

### Efter plats

#### Grekland
- Kung Demetrios II av Makedonien söker militär hjälp från kung Agron av Illyrien, en löst organiserad stat vid Adriatiska havets kust norr om Epiros, mot de framryckande aitolierna. Den illyriska armén krossar aitolierna och återvänder hem som segrare.

#### Romerska republiken
- Romarna skickar sändebud till Massilia (nuvarande Marseille i Frankrike) för att förhandla med den karthagiske generalen Hamilkar Barkas, som har sin bas där.